# Pelayo Alcalá-Galiano y López
Pelayo Alcalá-Galiano y López (Barcelona, 8 de mayo de 1840 – Madrid, 28 de enero de 1935 ) fue marino y escritor. General de brigada de Infantería de Marina, perteneció a una familia de marinos.

## Biografía
Hijo de Agustín Alcalá Galiano y de María López de la Peña, fue sobrino-nieto del brigadier de la Armada, fallecido en la batalla de Trafalgar, Dionisio Alcalá Galiano. Su abuelo, José Alcalá Galiano falleció también en el Rosellón, el 1 de mayo de 1794, en acto de servicio. Su tío Antonio Alcalá Galiano fue ministro de Marina.
Su carrera militar comenzó el 30 de junio de 1853 como aspirante en el Colegio Naval Militar. Guardimarina tres años después, en 1859 asciende a guardiamarina de primera clase. Participó en la guerra de África (1859-1860). Casado con María Ruiz y Merelo en 1869, desde 1863 estuvo destinado en el Observatorio de San Fernando, en el que estudió Astronomía. El 31 de diciembre de 1873 sufrió una caída en el vapor León que le obligaría a pedir el pase a la reserva al quedar inútil.

## Obras
- El combate de Trafalgar. Vol. I, 1909; Vol. II, 1930. Revista General de Marina (1905-1930); con estudio introductorio de E. Martínez Ruiz, Madrid, Instituto de Historia y Cultura Naval, 2003).
- Código internacional de señales, con M. Ferreiro y Peralta, Madrid, Fortanet, 1871;[4]
- El código internacional de señales y los semáforos, Madrid, Imprenta Nacional, 1873;
- Memoria sobre la situación de Santa Cruz de Mar Pequeña en la costa noroeste de África, Madrid, Imprenta de los Señores de Rojas, 1878;
- Memoria sobre Santa Cruz de Mar Pequeña y las pesquerías en la costa noroeste de África, Madrid, Imprenta Fortanet, 1879;
- Más consideraciones sobre Santa Cruz de Mar Pequeña, Madrid, Imprenta Rojas, 1879;
- Palacio del Marqués de Santa Cruz en el Viso, Madrid, Establecimiento Tipográfico Fortanet, 1888;
- Botadura: colección de artículos de varios ingenios, Madrid, Fortanet, 1890;
- La carabela Gallega o Santa María o la nao capitana de Colón, Madrid, Tipografía Ricardo Álvarez, 1892;
- Nuevas consideraciones sobre las carabelas de Colón, Madrid, Tipografía Ricardo Álvarez, 1893;
- Santa Cruz de Mar Pequeña: pesquería y comercio en la costa noroeste de África, Madrid, Imprenta del Ministerio de Marina, 1900;
- Noticia de las competencias de la Infantería de Marina y de los privilegios del Cuerpo General de la Armada, Madrid, Revista General de Marina, 1902;